# Festival Eurovisão da Canção 2005
O Festival Eurovisão da Canção 2005 (em inglês: Eurovision Song Contest 2005; em francês: Concours Eurovision de la chanson 2005; em ucraniano: Пісенний конкурс Євробачення 2005) foi o 50º Festival Eurovisão da Canção que teve lugar a 19 de maio (semifinal) e a 21 de maio de 2005 (final). Foi organizado pela televisão estatal da Ucrânia NTU e teve lugar no Palácio dos Desportos de Kiev. Os apresentadores do evento foram DJ Pasha e Masha Efrosinina.
A vencedora foi Helena Paparizou, com a canção "My Number One", em representação da Grécia, naquela que foi a primeira e, até hoje, a única vitória do país no certame europeu.
A Bulgária e a Moldávia estrearam-se no concurso, com a Hungria a regressar após uma ausência de sete anos. Inicialmente, o Líbano também iria fazer a sua estreia, com a canção "Quand tout s’enfuit", interpretada por Aline Lahoud. No entanto, o facto de haverem dúvidas sobre a transmissão de todo o concurso por parte da emissora pública libanesa - devido ao não-reconhecimento da existência do Estado de Israel -, fizeram com que a emissora optasse por desistir em março de 2005.
Participaram 39 países. 14 países acederam diretamente à final (os 4 grandes financiadores do evento: Reino Unido, França, Espanha e Alemanha e o top 10 do ano anterior). Os restantes participaram numa semifinal, constituída por 25 países, sendo apurados apenas os 10 primeiros que se juntaram aos 14 já apurados. Participaram na final 24 países. Curiosamente, os Big 4 acabaram todos no chamado "Bottom 4", ou seja, nos quatro últimos lugares da tabela.

## Organização

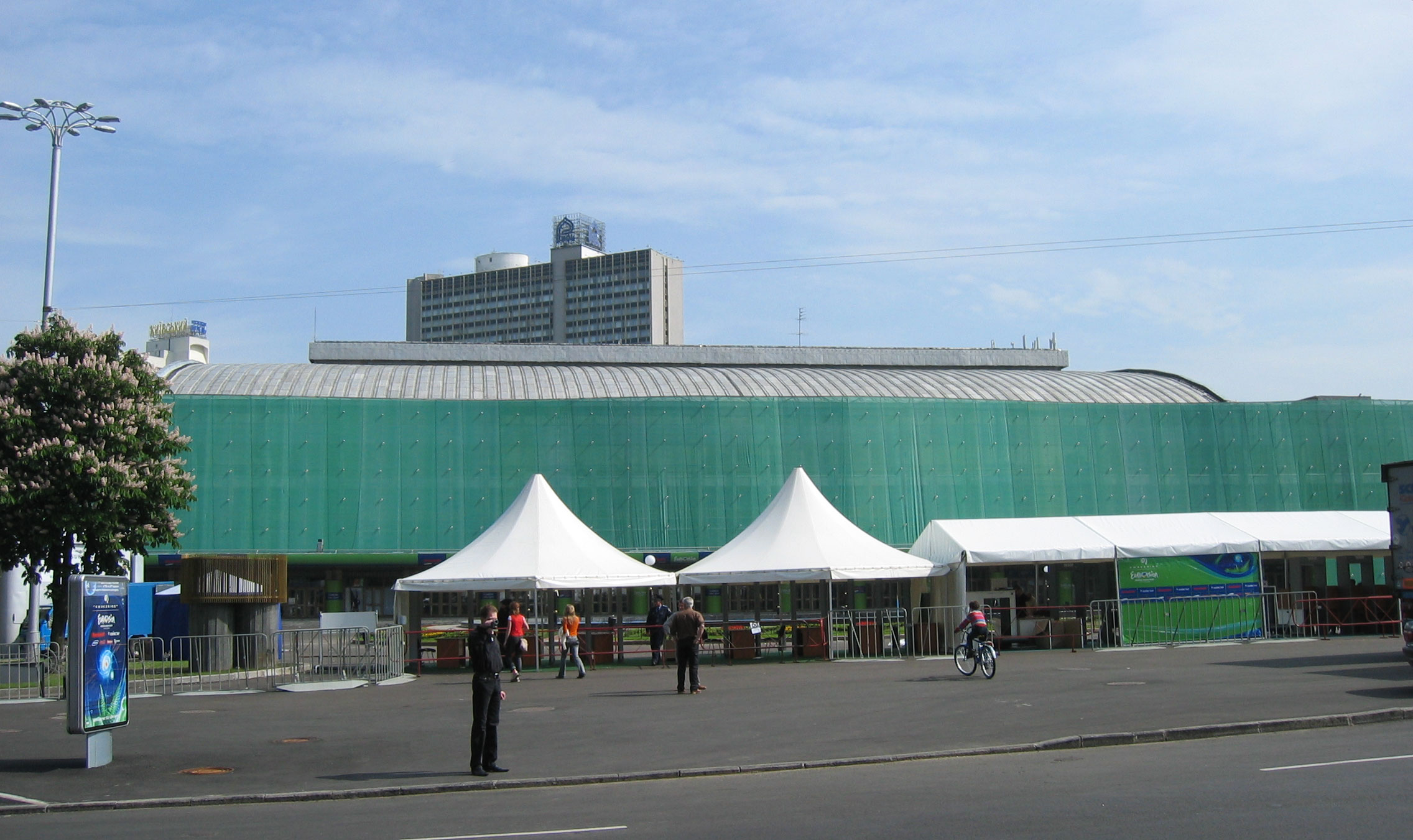
O Palácio dos Desportos de Kiev, na Ucrânia.

Ganhando o direito de organizar a edição de 2005 após ter ganho o Festival Eurovisão da Canção 2004, a televisão pública ucraniana NTU escolheu a capital Kiev a 6 de setembro de 2004. No entanto, o local escolhido, o Palácio dos Desportos de Kiev, teve de passar por um processo de renovação para cumprir os requisitos designados pela União Europeia de Radiodifusão, que começou em Dezembro de 2004, e terminou em maio de 2005.
A organização da competição encontrou um grande hiato: a Revolução Laranja. Em novembro de 2004, foram realizadas eleições presidenciais na Ucrânia, após as quais o candidato Viktor Yanukovych foi declarado vencedor. A oposição liberal, liderada por Viktor Yushchenko, exigiu imediatamente a anulação dos resultados e novas eleições, suspeitando de inúmeras fraudes. Kiev foi palco de manifestações incessantes até que a oposição ganhou o caso. As novas eleições confirmaram a vitória dos liberais e Viktor Yushchenko tornou-se o novo presidente ucraniano. Mas durante estes episódios, a organização da competição permaneceu paralisada. O novo regime, uma vez instalado, fez tudo o que estava ao seu alcance para recuperar o tempo perdido e dar uma imagem positiva da Ucrânia na cena internacional.
Por outro lado, a União Europeia de Radiodifusão introduziu uma nova regra relativa ao televoto, em que um número específico de votos telefónicos teria de ser registado a nível nacional para que o televoto do país em causa fosse validado. Abaixo deste limite, o televoto seria invalidado e os resultados determinados por um júri de substituição. A regra foi aplicada na semifinal para a Albânia, Andorra e Mónaco, e na final para a Andorra , Moldávia e Mónaco.

### Cidade

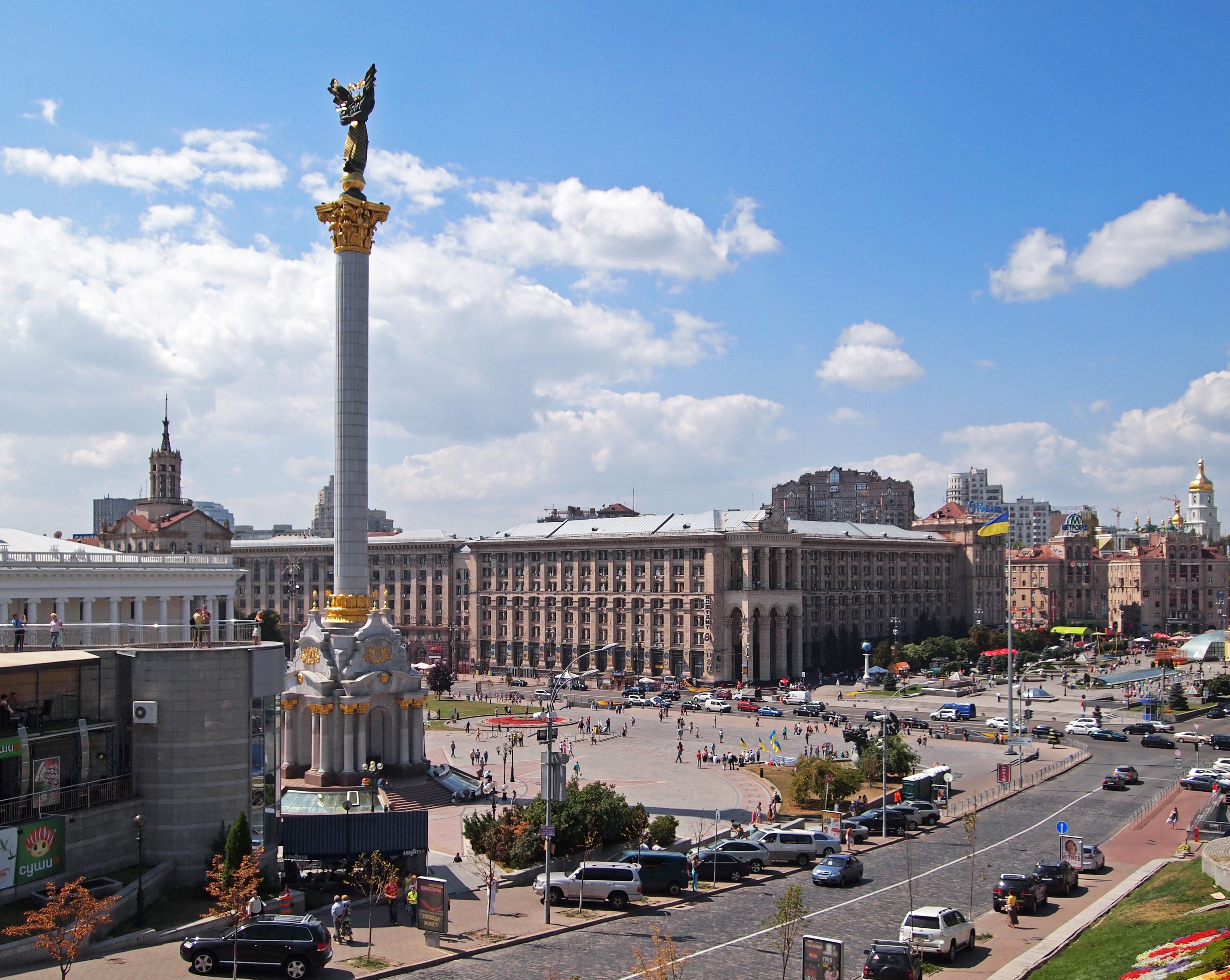
Praça da Independência, em Kiev.

Kiev é a capital e a cidade mais populosa da Ucrânia. Fica no centro-norte do país, ao longo do rio Dnieper. É um importante centro industrial, científico, educacional e cultural da Europa Oriental. É o lar de muitas indústrias de alta tecnologia, instituições de ensino superior e marcos históricos. A cidade possui um extenso sistema de transporte público e infraestrutura, incluindo o metro de Kiev.
Diz-se que o nome da cidade deriva do nome de Kyi, um de seus quatro fundadores lendários. Durante sua história, Kiev, uma das cidades mais antigas do Leste Europeu, passou por vários estágios de destaque e obscuridade. A cidade provavelmente existia como um centro comercial já no século V. Um assentamento eslavo na grande rota comercial entre a Escandinávia e Constantinopla, Kiev era um afluente dos cazares, até sua captura pelos varangianos (vikings) em meados do século IX. Sob o domínio varangiano, a cidade tornou-se a capital da Rússia de Kiev, o primeiro estado eslavo oriental. Completamente destruída durante as invasões mongóis em 1240, a cidade perdeu a maior parte de sua influência nos séculos seguintes. Era uma capital de província de importância marginal na periferia dos territórios controlados por seus poderosos vizinhos, primeiro a Lituânia, depois a Polónia e finalmente a Rússia.
A cidade prosperou novamente durante a Revolução Industrial do Império Russo no final do século XIX. Em 1918, depois que a República Popular da Ucrânia declarou independência da Rússia Soviética, Kiev tornou-se sua capital. A partir de 1921, Kiev foi uma cidade da Ucrânia Soviética, proclamada pelo Exército Vermelho e, a partir de 1934, Kiev tornou-se sua capital. A cidade foi quase completamente arruinada durante a Segunda Guerra Mundial, mas rapidamente se recuperou nos anos do pós-guerra, permanecendo a terceira maior cidade da União Soviética.
Após o colapso da União Soviética e a independência da Ucrânia em 1991, Kiev permaneceu como capital e experimentou um fluxo constante de migrantes ucranianos de outras regiões do país. Durante a transformação do país em uma economia de mercado e democracia eleitoral, Kiev continuou a ser a maior e mais rica cidade da Ucrânia. Sua produção industrial dependente de armamentos caiu após o colapso soviético, afetando negativamente a ciência e a tecnologia, mas novos setores da economia, como serviços e finanças, facilitaram o crescimento de salários e investimentos de Kiev, além de fornecer financiamento contínuo para o desenvolvimento de moradias e infraestrutura urbana. Kiev emergiu como a região mais pró-ocidental da Ucrânia; partidos que defendem uma integração mais estreita com a União Europeia dominam durante as eleições.

### Alojamento
Os quartos de hotel eram escassos porque os organizadores do concurso pediram ao governo ucraniano que bloqueasse as reservas que não controlavam através de alocações oficiais de delegações ou pacotes turísticos. Isto levou ao cancelamento das reservas de hotel de muitas pessoas.
Os organizadores esperavam que, ao acolher a Eurovisão, impulsionasse a imagem da Ucrânia no estrangeiro e aumentasse o turismo, enquanto o novo governo do país esperava que também desse um impulso modesto ao objetivo a longo prazo de adquirir a adesão à União Europeia.

## Formato

### Tema e Visual
O logótipo oficial do concurso permaneceu o mesmo da edição anterior, com a bandeira do país no coração a ser alterada, inserindo-se a da Ucrânia. Depois de “Under The Same Sky” de Istambul, o slogan da edição de 2005 foi “Awakening”, que simbolizava o despertar do país e da cidade prontos para se apresentarem à Europa.
Esta foi a primeira edição a ser transmitida em formato widescreen 16:9.

### Apresentadores
Os anfitriões do Festival Eurovisão da Canção foram a apresentadora de televisão Maria "Masha" Efrosinina e o DJ Pavlo "Pasha" Shylko. A vencedora do ano anterior Ruslana também estava prevista apresentar, mas acabou por desistir por vários motivos, incluindo o seu fraco domínio do inglês. No entanto, atuou durante a final e entrevistou os artistas na green room. Os boxeadores ucranianos Vitali e Wladimir Klitschko abriram o televoto, enquanto um troféu especial foi entregue ao vencedor pelo presidente da Ucrânia, Viktor Yushchenko.

### Publicidade
Um CD e DVD oficiais foram lançados, juntamente com distintivos em forma de coração com as bandeiras de todos os trinta e nove países participantes. A União Europeia de Radiodifusão também encomendou o livro "The Eurovision Song Contest – The Official History" do autor britânico/americano John Kennedy O'Connor para comemorar o quinquagésimo aniversário do concurso. O livro foi apresentado na no intervalo da final entre as músicas da Sérvia e Montenegro e Dinamarca. O livro foi publicado em inglês, alemão, francês, holandês, sueco, dinamarquês e finlandês.
Durante a semifinal, houve algumas falhas sonoras, principalmente durante a música norueguesa, logo após a introdução e também durante a música irlandesa. Estes não foram corrigidos para o lançamento do DVD.

### Cartões postais
Os cartões postais (pequenos clipes exibidos entre as canções) desta edição ilustraram a cultura e a herança da Ucrânia, juntamente com um lado mais moderno e industrial do país.

## Países participantes

Países participantes
Países que não se conseguiram qualificar para a final
Países que já participaram no passado mas não em 2004

Participaram neste festival 39 países: 14 dos quais tinham acesso direto à final do dia 21 de maio, enquanto que os restantes 24 países tiveram de participar numa semifinal que apurou 10 destes.
O Líbano manifestou o interesse em participar tendo mesmo escolhido uma canção e uma intérprete. Porém, ocorreu um problema político: O Líbano aceitara as regras da EBU mas não tencionava emitir a participação de Israel dadas as divergências políticas  entre estes dois países (problema palestiniano). Uma das exigências da UER é que todos os países são obrigados a transmitir todas as canções, e assim o Líbano desistiu para não ser desqualificado.
Os únicos países europeus que não participaram foram Itália, Eslováquia, República Checa (apesar de ter submetido a sua candidatura provisória), Luxemburgo e São Marino.
| País                 | Título original da Canção         | Artista                   | Processo                                                  | Data da Selecção                                               |
| País                 | Tradução em Português             | Idiomas de Interpretação  | Processo                                                  | Data da Selecção                                               |
| -------------------- | --------------------------------- | ------------------------- | --------------------------------------------------------- | -------------------------------------------------------------- |
| Albânia              | "Tomorrow I Go"                   | Ledina Çelo               | Festivali I Këngës 43                                     | 18 de dezembro de 2004                                         |
| Albânia              | Amanhã eu vou                     | Inglês                    | Festivali I Këngës 43                                     | 18 de dezembro de 2004                                         |
| Alemanha             | "Run and Hide"                    | Gracia Baur               | Germany 12 Points 2005                                    | 12 de março de 2005                                            |
| Alemanha             | Corre e esconde                   | Inglês                    | Germany 12 Points 2005                                    | 12 de março de 2005                                            |
| Áustria              | "Y así"                           | Global Kryner             | Song.Null.Fünf 2005                                       | Artista: 19 de dezembro de 2004 Canção: 22 de janeiro de 2005  |
| Áustria              | E assim                           | Inglês & Castelhano       | Song.Null.Fünf 2005                                       | Artista: 19 de dezembro de 2004 Canção: 22 de janeiro de 2005  |
| Andorra              | "La mirada interior"              | Marian van de Wal         | Desitja'm sort                                            | 22 de janeiro de 2005                                          |
| Andorra              | A olhadela interior               | Catalão                   | Desitja'm sort                                            | 22 de janeiro de 2005                                          |
| Bélgica              | "Le grand soir"                   | Nuno Resende              | Finale Nationale Concours Eurovision de la Chansonde 2005 | 20 de março de 2005                                            |
| Bélgica              | A grande noite                    | Francês                   | Finale Nationale Concours Eurovision de la Chansonde 2005 | 20 de março de 2005                                            |
| Bielorrússia         | "Love Me Tonight"                 | Angelica Agurbash         | Final Nacional de 2005                                    | Artista: 31 de janeiro de 2005 Canção: 18 de março de 2005     |
| Bielorrússia         | Ama-me esta noite                 | Inglês                    | Final Nacional de 2005                                    | Artista: 31 de janeiro de 2005 Canção: 18 de março de 2005     |
| Bósnia e Herzegovina | "Call Me"                         | Feminnem                  | BH Eurosong 2005                                          | 6 de março de 2005                                             |
| Bósnia e Herzegovina | Chama-me                          | Inglês                    | BH Eurosong 2005                                          | 6 de março de 2005                                             |
| Bulgária             | "Lorraine"                        | Kaffe                     | Bŭlgarskata pesen v „Evroviziya 2005”                     | 12 de fevereiro de 2005                                        |
| Bulgária             | Lorraine                          | Inglês                    | Bŭlgarskata pesen v „Evroviziya 2005”                     | 12 de fevereiro de 2005                                        |
| Chipre               | "Ela Ela (Come Baby)" (Ελα Ελα)   | Constantinos Christoforou | Final Nacional de 2005                                    | Artista: 24 de novembro de 2004 Canção: 1 de fevereiro de 2005 |
| Chipre               | Vem vem (vem, querida)            | Inglês                    | Final Nacional de 2005                                    | Artista: 24 de novembro de 2004 Canção: 1 de fevereiro de 2005 |
| Croácia              | "Vukovi Umiru Sami"               | Boris Novkovic & Lado     | Dora 2005                                                 | 5 de março de 2005                                             |
| Croácia              | Os polvos morrem sozinhos         | Croácio                   | Dora 2005                                                 | 5 de março de 2005                                             |
| Dinamarca            | "Talking to You"                  | Jakob Sveistrup           | Dansk Melodi Grand Prix 2005                              | 12 de fevereiro de 2005                                        |
| Dinamarca            | A falar para ti                   | Inglês                    | Dansk Melodi Grand Prix 2005                              | 12 de fevereiro de 2005                                        |
| Eslovénia            | "Stop"                            | Omar Naber                | EMA 2005                                                  | 6 de fevereiro de 2005                                         |
| Eslovénia            | Pára                              | Esloveno                  | EMA 2005                                                  | 6 de fevereiro de 2005                                         |
| Espanha              | "Brujería"                        | Son de Sol                | Eurovisión 2005: Elige nuestra canción                    | 5 de março de 2005                                             |
| Espanha              | Bruxaria                          | Castelhano                | Eurovisión 2005: Elige nuestra canción                    | 5 de março de 2005                                             |
| Estónia              | "Let's Get Loud"                  | Suntribe                  | Eurolaul 2005                                             | 5 de fevereiro de 2005                                         |
| Estónia              | Vamos lá fazer barulho            | Inglês                    | Eurolaul 2005                                             | 5 de fevereiro de 2005                                         |
| Finlândia            | "Why"                             | Geir Rönning              | Euroviisut 2005                                           | 19 de fevereiro de 2005                                        |
| Finlândia            | Porquê                            | Inglês                    | Euroviisut 2005                                           | 19 de fevereiro de 2005                                        |
| França               | "Chacun pense à soi"              | Ortal                     | Un candidat pour l'Eurovision                             | 15 de março de 2005                                            |
| França               | Toda a gente pensa só em si       | Francês                   | Un candidat pour l'Eurovision                             | 15 de março de 2005                                            |
| Grécia               | "My Number One"                   | Helena Paparizou          | Final Nacional de 2005                                    | Artista: 22 de janeiro de 2005 Canção: 2 de março de 2005      |
| Grécia               | O meu número um                   | Inglês                    | Final Nacional de 2005                                    | Artista: 22 de janeiro de 2005 Canção: 2 de março de 2005      |
| Hungria              | "Forogj, Világ"                   | NOX                       | Eurovíziós Dalfesztivál 2005                              | 13 de março de 2005                                            |
| Hungria              | Gira, Mundo!                      | Hungaro                   | Eurovíziós Dalfesztivál 2005                              | 13 de março de 2005                                            |
| Irlanda              | "Love?"                           | Donna and Joe             | You're A Star 2005                                        | 6 de março de 2005                                             |
| Irlanda              | Amor?                             | Inglês                    | You're A Star 2005                                        | 6 de março de 2005                                             |
| Islândia             | "If I Had Your Love"              | Selma                     | Selecção Interna de 2005                                  | Artista: 8 de fevereiro de 2005 Canção: 19 de março de 2005    |
| Islândia             | Se eu tivesse o teu amor          | Inglês                    | Selecção Interna de 2005                                  | Artista: 8 de fevereiro de 2005 Canção: 19 de março de 2005    |
| Israel               | "Hasheket Shenish'ar"             | Shiri Maymon's            | Kdam Eurovision 2005                                      | 2 de março de 2005                                             |
| Israel               | O silêncio que permaneceu         | Inglês & Hebreu           | Kdam Eurovision 2005                                      | 2 de março de 2005                                             |
| Letónia              | "The War Is Not Over"             | Valters & Kaža            | Eirodziesma 2005                                          | 26 de fevereiro de 2005                                        |
| Letónia              | A guerra não está acabada         | Inglês                    | Eirodziesma 2005                                          | 26 de fevereiro de 2005                                        |
| Líbano               | "Quand tout s'enfuit"             | Aline Lahoud              | Selecção Interna de 2005                                  | Artista: 3 de novembro de 2004 Canção: 19 de fevereiro de 2005 |
| Líbano               | Quando tudo foge                  | Francês                   | Selecção Interna de 2005                                  | Artista: 3 de novembro de 2004 Canção: 19 de fevereiro de 2005 |
| Lituânia             | "Little By Little"                | Laura & The Lovers        | "Eurovizijos" dainų konkurso nacionalinė atranka 2005     | 26 de fevereiro de 2005                                        |
| Lituânia             | Pouco a pouco                     | Inglês                    | "Eurovizijos" dainų konkurso nacionalinė atranka 2005     | 26 de fevereiro de 2005                                        |
| Macedónia do Norte   | "Make My Day"                     | Martin Vučić              | Nacionalen Evrosong 2005                                  | 19 de fevereiro de 2005                                        |
| Macedónia do Norte   | Faz-me (ganhar) o dia             | Inglês                    | Nacionalen Evrosong 2005                                  | 19 de fevereiro de 2005                                        |
| Malta                | "Angel"                           | Chiara                    | Malta Song For Europe 2005                                | 19 de fevereiro de 2005                                        |
| Malta                | Anjo                              | Inglês                    | Malta Song For Europe 2005                                | 19 de fevereiro de 2005                                        |
| Moldávia             | "Boonika bate doba"               | Zdob şi Zdub              | O melodie pentru Europa 2005                              | 26 de fevereiro de 2005                                        |
| Moldávia             | A avó bate o tambor               | Inglês & Romeno           | O melodie pentru Europa 2005                              | 26 de fevereiro de 2005                                        |
| Mónaco               | "Tout de moi"                     | Lise Darly                | Selecção Interna de 2005                                  | Artista: 12 de janeiro de 2005 Canção: 18 de março de 2005     |
| Mónaco               | Tudo de mim                       | Francês                   | Selecção Interna de 2005                                  | Artista: 12 de janeiro de 2005 Canção: 18 de março de 2005     |
| Noruega              | "In My Dreams"                    | Wig Wam                   | Melodi Grand Prix 2005                                    | 5 de março de 2005                                             |
| Noruega              | Nos meus sonhos                   | Inglês                    | Melodi Grand Prix 2005                                    | 5 de março de 2005                                             |
| Países Baixos        | "My Impossible Dream"             | Glennis Grace             | Nationaal Songfestival 2005                               | 13 de fevereiro de 2005                                        |
| Países Baixos        | O meu sonho impossível            | Inglês                    | Nationaal Songfestival 2005                               | 13 de fevereiro de 2005                                        |
| Polónia              | "Czarna dziewczyna"               | Ivan & Delfin             | Selecção Interna de 2005                                  | 29 de janeiro de 2005                                          |
| Polónia              | Rapariga bonita                   | Polaco & Russo            | Selecção Interna de 2005                                  | 29 de janeiro de 2005                                          |
| Portugal             | "Amar"                            | 2B                        | Festival RTP da Canção 2005                               | Artista: 22 de março de 2005 Canção: 1 de abril de 2005        |
| Portugal             | Amar                              | Português & Inglês        | Festival RTP da Canção 2005                               | Artista: 22 de março de 2005 Canção: 1 de abril de 2005        |
| Reino Unido          | "Touch My Fire"                   | Javine                    | Eurovision: Making Your Mind Up 2005                      | 5 de março de 2005                                             |
| Reino Unido          | Toca no meu fogo                  | Inglês                    | Eurovision: Making Your Mind Up 2005                      | 5 de março de 2005                                             |
| Roménia              | "Let Me Try"                      | Luminiţa Anghel & Sistem  | Selecţia Naţională 2005                                   | 5 de março de 2005                                             |
| Roménia              | Deixa-me tentar                   | Inglês                    | Selecţia Naţională 2005                                   | 5 de março de 2005                                             |
| Rússia               | "Nobody Hurt No One"              | Natalia Podolskaya        | Evrovidenie 2005 - Vybirayet Rossiya                      | 25 de fevereiro de 2005                                        |
| Rússia               | Ninguém magoa ninguém             | Inglês                    | Evrovidenie 2005 - Vybirayet Rossiya                      | 25 de fevereiro de 2005                                        |
| Sérvia e Montenegro  | "Zauvijek Moja" (Заувијек моја)   | No Name                   | Evropesma-Europjesma 2005                                 | 4 de março de 2005                                             |
| Sérvia e Montenegro  | Para sempre minha                 | Montenegrino              | Evropesma-Europjesma 2005                                 | 4 de março de 2005                                             |
| Suécia               | "Las Vegas"                       | Martin Stenmarck          | Melodifestivalen 2005                                     | 12 de março de 2005                                            |
| Suécia               | Las Vegas                         | Inglês                    | Melodifestivalen 2005                                     | 12 de março de 2005                                            |
| Suíça                | "Cool Vibes"                      | Vanilla Ninja             | Selecção Interna de 2005                                  | Artista: 9 de novembro de 2004 Canção: 5 de março de 2005      |
| Suíça                | Boas Vibrações                    | Inglês                    | Selecção Interna de 2005                                  | Artista: 9 de novembro de 2004 Canção: 5 de março de 2005      |
| Turquia              | "Rimi Rimi Ley"                   | Gülseren                  | Eurovision Şarkı Yarışması Türkiye Finali                 | 11 de fevereiro de 2005                                        |
| Turquia              | O amor à de encontrar uma maneira | Turco                     | Eurovision Şarkı Yarışması Türkiye Finali                 | 11 de fevereiro de 2005                                        |
| Ucrânia              | "Razom Nas Bahato"                | GreenJolly                | Evrobachennya 2005 - Natsionalyni vidbir                  | 27 de fevereiro de 2005                                        |
| Ucrânia              | Juntos somos muitos!              | Inglês & Ucraniano        | Evrobachennya 2005 - Natsionalyni vidbir                  | 27 de fevereiro de 2005                                        |

## Festival

### Semifinal
A semifinal teve lugar no dia 19 de maio de 2005, às 21h CET. Votaram todos os países participantes da edição, incluindo os que não concorreram na semifinal.
| #   | País               | Idioma              | Artista                   | Canção                             | Lugar | Pontuação |
| --- | ------------------ | ------------------- | ------------------------- | ---------------------------------- | ----- | --------- |
| 1º  | Áustria            | Inglês & Castelhano | Global.Kryner             | "Y así"                            | 21º   | 30        |
| 2º  | Lituânia           | Inglês              | Laura & The Lovers        | "Little by Little"                 | 25º   | 17        |
| 3º  | Portugal           | Inglês & Português  | 2B                        | "Amar"                             | 17º   | 51        |
| 4º  | Moldávia           | Inglês & Romeno     | Zdob şi Zdub              | "Boonika bate doba"                | 2º    | 207       |
| 5º  | Letónia            | Inglês              | Valters & Kaža            | "The War Is Not Over"              | 10º   | 85        |
| 6º  | Mónaco             | Francês             | Lise Darly                | "Tout de moi"                      | 24º   | 22        |
| 7º  | Israel             | Inglês & Hebreu     | Shiri Maymon's            | "Hasheket Shenish'ar" (השקט שנשאר) | 7º    | 158       |
| 8º  | Bielorrússia       | Inglês              | Angelica Agurbash         | "Love Me Tonight"                  | 13º   | 67        |
| 9º  | Países Baixos      | Inglês              | Glennis Grace             | "My Impossible Dream"              | 14º   | 53        |
| 10º | Islândia           | Inglês              | Selma                     | "If I Had Your Love"               | 16º   | 52        |
| 11º | Bélgica            | Francês             | Nuno Resende              | "Le grand soir"                    | 22º   | 29        |
| 12º | Estónia            | Inglês              | Suntribe                  | "Let's Get Loud"                   | 20º   | 31        |
| 13º | Noruega            | Inglês              | Wig Wam                   | "In My Dreams"                     | 6º    | 164       |
| 14º | Roménia            | Inglês              | Luminiţa Anghel & Sistem  | "Let Me Try"                       | 1º    | 235       |
| 15º | Hungria            | Hungaro             | NOX                       | "Forogj, világ!"                   | 5º    | 167       |
| 16º | Finlândia          | Inglês              | Geir Rönning              | "Why?"                             | 18º   | 50        |
| 17º | Macedónia do Norte | Inglês              | Martin Vučić              | "Make My Day"                      | 9º    | 97        |
| 18º | Andorra            | Catalão             | Marian van de Wal         | "La mirada interior"               | 23º   | 27        |
| 19º | Suíça              | Inglês              | Vanilla Ninja             | "Cool Vibes"                       | 8º    | 114       |
| 20º | Croácia            | Croata              | Boris Novković feat. Lado | "Vukovi umiru sami"                | 4º    | 169       |
| 21º | Bulgária           | Inglês              | Kaffe                     | "Lorraine"                         | 19º   | 49        |
| 22º | Irlanda            | Inglês              | Donna and Joe             | "Love?"                            | 14º   | 53        |
| 23º | Eslovénia          | Esloveno            | Omar Naber                | "Stop"                             | 12º   | 69        |
| 24º | Dinamarca          | Inglês              | Jakob Sveistrup           | "Talking to You"                   | 3º    | 185       |
| 25º | Polónia            | Polaco & Russo      | Ivan & Delfin             | "Czarna dziewczyna"                | 11º   | 81        |

#### Resultados

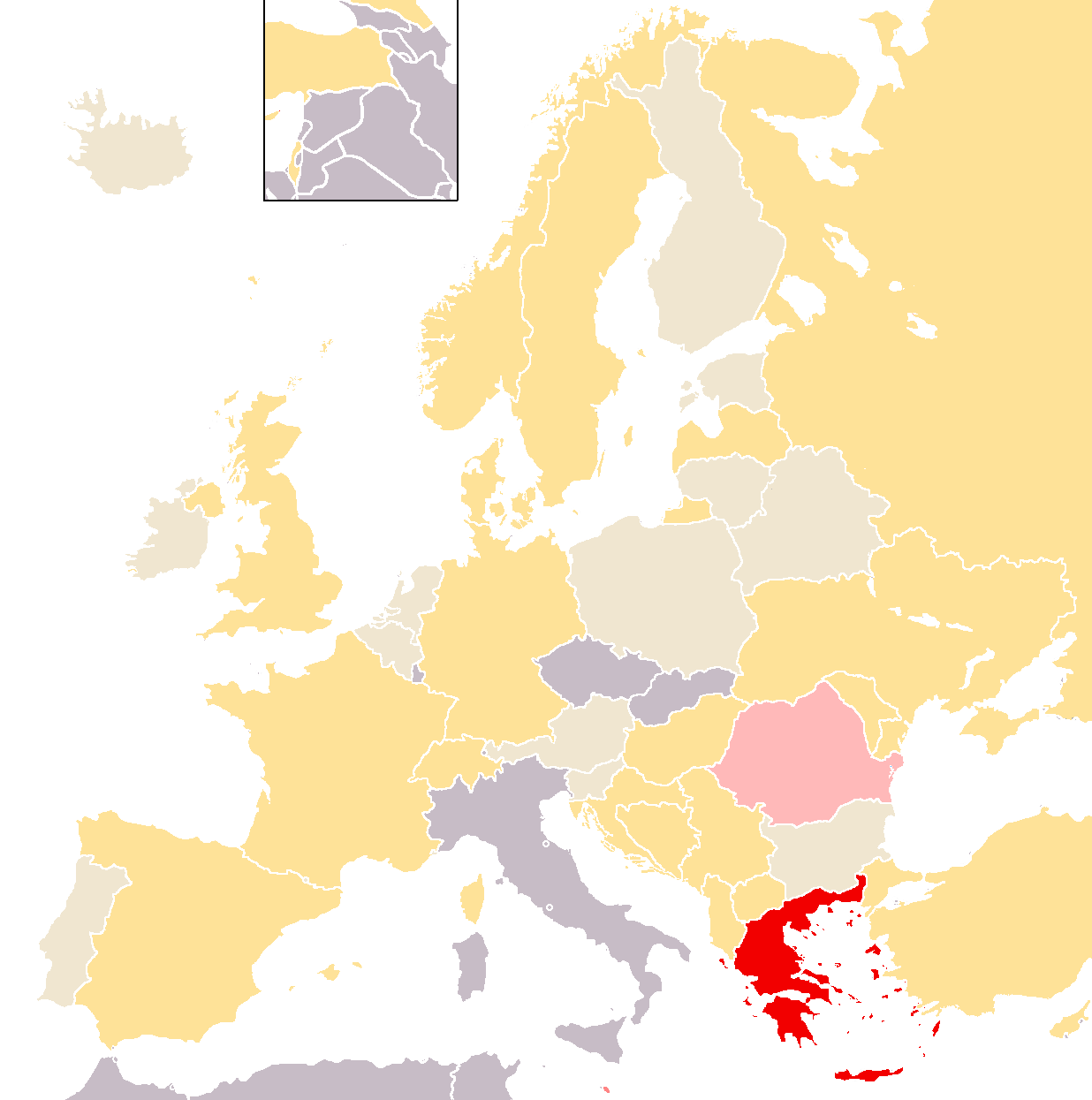
Vencedor
2º classificado
3º classificado

| Países Votantes      | Países Pontuados | Países Pontuados | Países Pontuados | Países Pontuados | Países Pontuados | Países Pontuados | Países Pontuados | Países Pontuados | Países Pontuados | Países Pontuados | Países Pontuados | Países Pontuados | Países Pontuados | Países Pontuados | Países Pontuados | Países Pontuados | Países Pontuados   | Países Pontuados | Países Pontuados | Países Pontuados | Países Pontuados | Países Pontuados     | Países Pontuados | Países Pontuados | Países Pontuados |
| -------------------- | ---------------- | ---------------- | ---------------- | ---------------- | ---------------- | ---------------- | ---------------- | ---------------- | ---------------- | ---------------- | ---------------- | ---------------- | ---------------- | ---------------- | ---------------- | ---------------- | ------------------ | ---------------- | ---------------- | ---------------- | ---------------- | -------------------- | ---------------- | ---------------- | ---------------- |
| Países Votantes      | Áustria          | Lituânia         | Portugal         | Moldávia         | Letónia          | Mónaco           | Israel           | Bielorrússia     | Países Baixos    | Islândia         | Bélgica          | Estónia          | Noruega          | Roménia          | Hungria          | Finlândia        | Macedónia do Norte | Andorra          | Suíça            | Croácia          | Bulgária         | República da Irlanda | Eslovénia        | Dinamarca        | Polónia          |
| Albânia              | 5                |                  |                  | 3                |                  |                  | 7                |                  |                  |                  | 1                |                  | 2                |                  |                  |                  | 12                 | 6                |                  | 10               | 4                |                      | 8                |                  |                  |
| Alemanha             | 1                |                  | 12               |                  |                  |                  | 3                |                  |                  |                  |                  |                  |                  | 7                |                  | 4                | 2                  |                  | 6                | 10               |                  |                      |                  | 5                | 8                |
| Áustria              |                  |                  |                  | 8                |                  |                  |                  |                  |                  |                  |                  |                  | 2                | 10               | 7                |                  | 4                  |                  | 1                | 12               |                  |                      | 3                | 6                | 5                |
| Andorra              | 7                |                  |                  |                  |                  | 10               | 12               |                  | 5                | 6                |                  |                  |                  | 4                | 1                | 3                |                    |                  |                  |                  |                  | 2                    |                  | 8                |                  |
| Bélgica              |                  |                  | 10               | 4                |                  |                  | 3                |                  | 12               |                  |                  |                  | 2                | 8                | 6                |                  |                    |                  |                  | 1                |                  |                      |                  | 7                | 5                |
| Bielorrússia         |                  |                  |                  | 10               | 7                |                  | 12               |                  |                  |                  |                  |                  | 5                | 3                | 4                |                  |                    |                  | 8                | 1                |                  |                      | 2                |                  | 6                |
| Bósnia e Herzegovina |                  |                  |                  | 6                |                  |                  |                  |                  |                  |                  |                  |                  | 7                | 5                | 3                |                  | 10                 |                  | 2                | 12               | 1                | 4                    | 8                |                  |                  |
| Bulgária             |                  |                  |                  | 6                |                  |                  | 4                | 12               |                  |                  |                  |                  | 2                | 5                | 7                |                  | 10                 |                  | 3                | 8                |                  | 1                    |                  |                  |                  |
| Chipre               |                  |                  |                  | 8                | 2                |                  | 3                | 7                |                  |                  |                  |                  | 4                | 12               | 6                |                  |                    |                  | 5                |                  | 10               | 1                    |                  |                  |                  |
| Croácia              |                  |                  |                  | 4                | 7                |                  |                  |                  |                  |                  |                  |                  |                  | 1                | 8                |                  | 12                 |                  | 3                |                  |                  | 5                    | 10               | 6                | 2                |
| Dinamarca            |                  |                  |                  |                  | 5                |                  | 4                |                  | 6                | 10               |                  | 3                | 12               | 7                | 1                | 8                |                    |                  | 2                |                  |                  |                      |                  |                  |                  |
| Eslovénia            | 10               |                  |                  | 7                | 6                |                  |                  |                  |                  |                  |                  | 2                | 3                | 1                | 4                |                  | 8                  |                  | 5                | 12               |                  |                      |                  |                  |                  |
| Espanha              |                  |                  | 5                | 1                |                  |                  | 4                |                  |                  | 2                |                  |                  |                  | 12               | 3                |                  |                    | 10               |                  |                  | 6                |                      |                  | 8                | 7                |
| Estónia              |                  |                  |                  | 5                | 10               |                  |                  |                  |                  |                  |                  |                  | 6                | 1                | 4                | 8                |                    |                  | 12               | 3                |                  | 2                    |                  | 7                |                  |
| Finlândia            |                  |                  |                  | 3                |                  |                  | 1                |                  |                  |                  |                  | 6                | 12               | 4                | 5                |                  |                    |                  | 10               | 2                |                  |                      | 7                | 8                |                  |
| França               |                  |                  | 12               | 5                |                  | 10               | 8                |                  |                  | 2                | 7                |                  |                  | 6                | 4                |                  |                    |                  |                  |                  |                  |                      |                  | 1                | 3                |
| Hungria              |                  |                  |                  | 6                |                  |                  | 5                |                  |                  |                  |                  | 1                |                  | 12               |                  |                  |                    |                  | 3                | 8                |                  | 10                   | 2                | 7                | 4                |
| Grécia               | 1                |                  |                  | 6                |                  |                  |                  | 8                |                  |                  |                  |                  | 4                | 12               | 5                |                  |                    |                  | 3                |                  | 7                |                      |                  | 2                | 10               |
| Irlanda              |                  | 5                |                  | 3                | 6                |                  | 7                |                  | 4                |                  |                  | 1                | 10               | 8                |                  |                  |                    |                  | 2                |                  |                  |                      |                  | 12               |                  |
| Islândia             |                  |                  |                  | 8                | 2                |                  |                  |                  |                  |                  |                  |                  | 12               | 5                | 7                |                  |                    |                  | 6                | 4                |                  |                      | 1                | 10               | 3                |
| Israel               |                  |                  |                  | 10               | 6                |                  |                  | 2                | 5                | 4                |                  |                  | 7                | 12               | 8                |                  |                    |                  | 3                |                  |                  |                      | 1                |                  |                  |
| Letónia              |                  | 8                |                  | 10               |                  |                  |                  | 3                |                  |                  |                  | 12               | 6                |                  | 5                |                  |                    |                  | 7                | 4                |                  |                      |                  | 2                | 1                |
| Lituânia             |                  |                  |                  | 10               | 12               |                  | 2                | 3                |                  |                  |                  | 5                | 6                |                  |                  |                  |                    |                  | 8                | 4                |                  |                      |                  | 7                | 1                |
| Macedónia do Norte   |                  |                  |                  | 10               |                  |                  | 1                | 6                |                  |                  |                  |                  | 2                | 5                | 4                |                  |                    |                  | 3                | 12               | 8                |                      | 7                |                  |                  |
| Malta                |                  |                  |                  |                  | 12               |                  | 6                | 7                | 8                |                  |                  |                  | 3                | 10               | 2                |                  |                    |                  |                  |                  |                  | 5                    |                  | 4                |                  |
| Moldávia             |                  |                  |                  |                  |                  | 2                | 5                |                  |                  | 10               | 3                | 1                | 8                | 12               |                  |                  |                    | 4                |                  | 6                | 7                |                      |                  |                  |                  |
| Mónaco               |                  |                  |                  |                  |                  |                  | 12               | 1                | 8                |                  |                  |                  |                  | 7                |                  | 6                | 3                  |                  | 2                | 5                |                  |                      | 4                | 10               |                  |
| Noruega              |                  |                  |                  | 1                | 3                |                  |                  |                  |                  | 8                |                  |                  |                  | 7                | 6                | 10               |                    |                  | 2                | 4                |                  |                      |                  | 12               | 5                |
| Países Baixos        |                  |                  |                  |                  |                  |                  | 10               |                  |                  |                  | 6                |                  | 2                | 8                |                  | 1                | 3                  | 7                |                  | 4                |                  |                      |                  | 12               | 5                |
| Polónia              |                  |                  |                  | 6                |                  |                  | 4                | 1                |                  |                  |                  |                  | 7                | 8                | 12               |                  |                    |                  | 5                | 3                |                  |                      | 2                | 10               |                  |
| Portugal             |                  |                  |                  | 8                | 4                |                  | 6                |                  |                  |                  | 12               |                  | 1                | 10               | 7                |                  |                    |                  | 2                | 3                |                  |                      |                  | 5                |                  |
| Reino Unido          |                  | 4                |                  | 5                |                  |                  | 6                |                  | 2                | 3                |                  |                  | 7                | 8                | 1                |                  |                    |                  |                  |                  |                  | 12                   |                  | 10               |                  |
| Roménia              |                  |                  |                  | 12               |                  |                  | 8                |                  | 1                |                  |                  |                  | 7                |                  | 10               |                  | 4                  |                  | 2                | 6                |                  | 5                    |                  | 3                |                  |
| Rússia               |                  |                  |                  | 12               | 1                |                  | 8                | 10               |                  |                  |                  |                  |                  | 3                | 7                |                  |                    |                  | 2                |                  |                  |                      | 6                | 4                | 5                |
| Sérvia e Montenegro  |                  |                  |                  | 6                |                  |                  | 3                |                  |                  |                  |                  |                  | 4                | 5                | 8                |                  | 10                 |                  | 2                | 12               | 1                |                      | 7                |                  |                  |
| Suécia               |                  |                  |                  |                  |                  |                  |                  |                  |                  | 7                |                  |                  | 8                | 5                | 3                | 10               | 1                  |                  | 4                | 6                |                  |                      |                  | 12               | 2                |
| Suíça                | 6                |                  | 12               |                  |                  |                  | 3                |                  | 2                |                  |                  |                  | 5                | 4                | 1                |                  | 8                  |                  |                  | 10               |                  |                      |                  | 7                |                  |
| Turquia              |                  |                  |                  | 12               |                  |                  | 6                | 3                |                  |                  |                  |                  | 2                | 7                | 8                |                  | 10                 |                  |                  |                  | 5                | 4                    |                  |                  | 1                |
| Ucrânia              |                  |                  |                  | 12               | 2                |                  | 5                | 4                |                  |                  |                  |                  | 6                | 1                | 10               |                  |                    |                  |                  | 7                |                  |                      | 3                |                  | 8                |
| Total                | 30               | 17               | 51               | 207              | 85               | 22               | 158              | 67               | 53               | 52               | 29               | 31               | 164              | 235              | 167              | 50               | 97                 | 27               | 114              | 169              | 49               | 53                   | 69               | 185              | 81               |
| Lugar                | 21º              | 25º              | 17º              | 2º               | 10º              | 24º              | 7º               | 13º              | 14º              | 16º              | 22º              | 20º              | 6º               | 1º               | 5º               | 18º              | 9º                 | 23º              | 8º               | 4º               | 19º              | 14º                  | 12º              | 3º               | 11º              |
| Países Votantes      | Áustria          | Lituânia         | Portugal         | Moldávia         | Letónia          | Mónaco           | Israel           | Bielorrússia     | Países Baixos    | Islândia         | Bélgica          | Estónia          | Noruega          | Roménia          | Hungria          | Finlândia        | Macedónia do Norte | Andorra          | Suíça            | Croácia          | Bulgária         | República da Irlanda | Eslovénia        | Dinamarca        | Polónia          |
| Países Votantes      | Países Pontuados |                  |                  |                  |                  |                  |                  |                  |                  |                  |                  |                  |                  |                  |                  |                  |                    |                  |                  |                  |                  |                      |                  |                  |                  |

##### 12 pontos
Os países que receberam 12 pontos foram os seguintes:

### Final

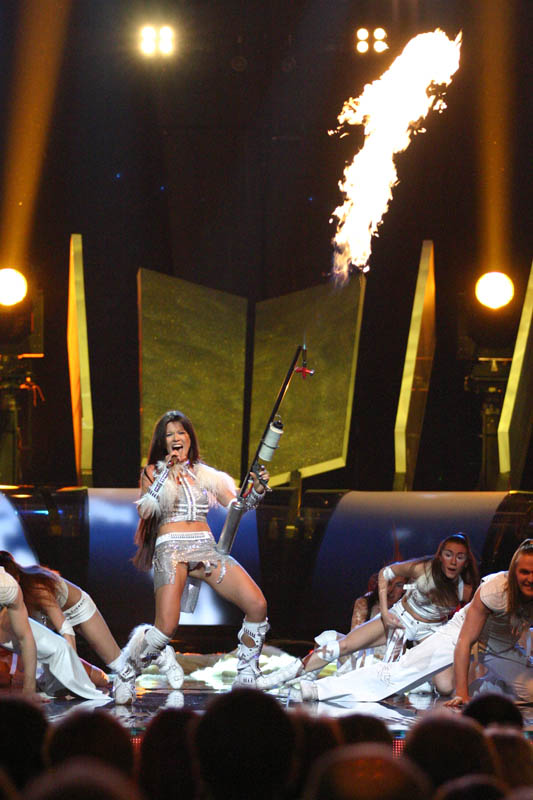
Atuação de Ruslana na final do certame.

A final teve lugar no dia 21 de maio de 2005, às 21h CET. Votaram todos os países participantes da edição, incluindo os que não se qualificaram para a final.
| #   | País                 | Idioma             | Artista                   | Canção                                | Lugar | Pontuação |
| --- | -------------------- | ------------------ | ------------------------- | ------------------------------------- | ----- | --------- |
| 1º  | Hungria              | Hungaro            | NOX                       | "Forogj, világ!"                      | 12º   | 97        |
| 2º  | Reino Unido          | Inglês             | Javine                    | "Touch My Fire"                       | 22º   | 18        |
| 3º  | Malta                | Inglês             | Chiara                    | "Angel"                               | 2º    | 192       |
| 4º  | Roménia              | Inglês             | Luminiţa Anghel & Sistem  | "Let Me Try"                          | 3º    | 158       |
| 5º  | Noruega              | Inglês             | Wig Wam                   | "In My Dreams"                        | 9º    | 125       |
| 6º  | Turquia              | Turco              | Gülseren                  | "Rimi Rimi Ley"                       | 13º   | 92        |
| 7º  | Moldávia             | Inglês & Romeno    | Zdob şi Zdub              | "Boonika bate doba"                   | 6º    | 148       |
| 8º  | Albânia              | Inglês             | Ledina Çelo               | "Tomorrow I Go"                       | 16º   | 53        |
| 9º  | Chipre               | Inglês             | Constantinos Christoforou | "Ela Ela (Come Baby)" (Ελα Ελα)       | 18º   | 46        |
| 10º | Espanha              | Castelhano         | Son de Sol                | "Brujería"                            | 21º   | 28        |
| 11º | Israel               | Inglês & Hebreu    | Shiri Maimon              | "Hasheket Shenish'ar" (השקט שנשאר)    | 4º    | 154       |
| 12º | Sérvia e Montenegro  | Montenegrino       | No Name                   | "Zauvijek moja" (Заувијек моја)       | 7º    | 137       |
| 13º | Dinamarca            | Inglês             | Jakob Sveistrup           | "Talking to You"                      | 10º   | 125       |
| 14º | Suécia               | Inglês             | Martin Stenmarck          | "Las Vegas"                           | 20º   | 30        |
| 15º | Macedónia do Norte   | Inglês             | Martin Vučić              | "Make My Day"                         | 17º   | 52        |
| 16º | Ucrânia              | Inglês & Ucraniano | GreenJolly                | "Razom nas bahato" (Разом нас багато) | 19º   | 30        |
| 17º | Alemanha             | Inglês             | Gracia Baur               | "Run and Hide"                        | 24º   | 4         |
| 18º | Croácia              | Croata             | Boris Novković & Lado     | "Vukovi umiru sami"                   | 11º   | 115       |
| 19º | Grécia               | Inglês             | Helena Paparizou          | "My Number One"                       | 1º    | 230       |
| 20º | Rússia               | Inglês             | Natalia Podolskaya        | "Nobody Hurt No One"                  | 15º   | 57        |
| 21º | Bósnia e Herzegovina | Inglês             | Feminnem                  | "Call Me"                             | 14º   | 79        |
| 22º | Suíça                | Inglês             | Vanilla Ninja             | "Cool Vibes"                          | 8º    | 128       |
| 23º | Letónia              | Inglês             | Valters & Kaža            | "The War Is Not Over"                 | 5º    | 153       |
| 24º | França               | Francês            | Ortal                     | "Chacun pense à soi"                  | 23º   | 11        |

#### Resultados
| Países Votantes      | Países Pontuados | Países Pontuados | Países Pontuados | Países Pontuados | Países Pontuados | Países Pontuados | Países Pontuados | Países Pontuados | Países Pontuados | Países Pontuados | Países Pontuados | Países Pontuados    | Países Pontuados | Países Pontuados | Países Pontuados   | Países Pontuados | Países Pontuados | Países Pontuados | Países Pontuados | Países Pontuados | Países Pontuados     | Países Pontuados | Países Pontuados | Países Pontuados |
| -------------------- | ---------------- | ---------------- | ---------------- | ---------------- | ---------------- | ---------------- | ---------------- | ---------------- | ---------------- | ---------------- | ---------------- | ------------------- | ---------------- | ---------------- | ------------------ | ---------------- | ---------------- | ---------------- | ---------------- | ---------------- | -------------------- | ---------------- | ---------------- | ---------------- |
| Países Votantes      | Hungria          | Reino Unido      | Malta            | Roménia          | Noruega          | Turquia          | Moldávia         | Albânia          | Chipre           | Espanha          | Israel           | Sérvia e Montenegro | Dinamarca        | Suécia           | Macedónia do Norte | Ucrânia          | Alemanha         | Croácia          | Grécia           | Rússia           | Bósnia e Herzegovina | Suíça            | Letónia          | França           |
| Áustria              |                  |                  | 5                | 6                |                  | 7                | 2                | 3                |                  |                  | 1                | 12                  |                  |                  |                    |                  |                  | 8                | 4                |                  | 10                   |                  |                  |                  |
| Lituânia             |                  |                  | 2                |                  | 5                |                  | 10               |                  |                  |                  | 3                |                     | 4                |                  |                    |                  |                  | 6                | 1                | 7                |                      | 8                | 12               |                  |
| Portugal             | 2                |                  |                  | 12               |                  |                  | 10               |                  |                  | 8                | 5                |                     | 1                |                  |                    | 7                |                  |                  | 3                |                  |                      | 4                | 6                |                  |
| Mónaco               |                  |                  | 5                | 4                |                  |                  |                  |                  |                  |                  | 12               | 6                   | 10               | 3                | 1                  |                  | 2                | 7                |                  |                  |                      | 8                |                  |                  |
| Bielorrússia         | 2                |                  | 5                | 1                | 4                |                  | 7                |                  |                  |                  | 8                | 3                   |                  |                  |                    |                  |                  |                  |                  | 12               |                      | 10               | 6                |                  |
| Países Baixos        |                  |                  |                  |                  | 5                | 3                | 1                | 12               |                  |                  | 7                | 4                   | 8                |                  |                    |                  |                  | 2                | 10               |                  | 6                    |                  |                  |                  |
| Islândia             | 6                |                  | 4                | 5                | 12               |                  | 8                |                  |                  |                  |                  |                     | 10               |                  |                    |                  |                  | 1                | 2                |                  |                      | 7                | 3                |                  |
| Bélgica              | 2                |                  | 8                | 7                | 3                | 10               | 1                |                  |                  |                  | 6                |                     | 4                |                  |                    |                  |                  |                  | 12               |                  |                      |                  | 5                |                  |
| Estónia              | 3                |                  | 4                |                  | 8                |                  | 6                |                  |                  |                  | 1                |                     | 5                |                  |                    |                  |                  | 2                |                  | 7                |                      | 12               | 10               |                  |
| Finlândia            |                  |                  | 8                |                  | 12               |                  |                  |                  |                  |                  | 5                |                     | 2                | 6                |                    |                  |                  | 1                | 3                | 7                |                      | 10               | 4                |                  |
| Andorra              | 6                |                  |                  | 7                | 2                |                  |                  |                  |                  | 12               | 8                |                     | 3                |                  |                    |                  |                  |                  | 4                |                  |                      | 1                | 10               | 5                |
| Bulgária             | 5                |                  |                  | 8                | 1                | 3                | 6                |                  | 10               |                  |                  | 4                   |                  |                  | 7                  |                  |                  | 2                | 12               |                  |                      |                  |                  |                  |
| Irlanda              |                  | 8                | 10               | 5                | 4                |                  |                  |                  |                  |                  | 6                |                     | 7                |                  |                    |                  |                  |                  | 2                |                  | 1                    | 3                | 12               |                  |
| Eslovénia            |                  |                  | 1                |                  | 4                |                  | 3                |                  |                  |                  |                  | 10                  |                  |                  | 5                  |                  |                  | 12               | 2                |                  | 8                    | 6                | 7                |                  |
| Polónia              | 10               |                  |                  | 7                | 8                |                  | 3                |                  |                  |                  |                  |                     | 5                |                  |                    | 12               |                  | 2                | 1                |                  |                      | 6                | 4                |                  |
| Hungria              |                  |                  | 5                | 10               |                  |                  | 4                |                  |                  |                  | 8                | 2                   | 6                |                  |                    |                  |                  | 7                | 12               |                  |                      | 3                | 1                |                  |
| Reino Unido          |                  |                  | 10               |                  | 5                | 2                | 1                |                  | 3                |                  | 7                |                     | 8                |                  |                    |                  |                  |                  | 12               |                  | 4                    |                  | 6                |                  |
| Malta                |                  | 4                |                  | 7                | 5                |                  | 2                |                  | 12               |                  | 8                |                     | 3                |                  |                    |                  |                  |                  | 6                |                  |                      | 1                | 10               |                  |
| Roménia              | 8                |                  | 2                |                  |                  | 3                | 12               |                  | 1                |                  | 7                | 6                   | 4                |                  |                    |                  |                  | 5                | 10               |                  |                      |                  |                  |                  |
| Noruega              |                  |                  | 10               | 6                |                  |                  |                  |                  |                  |                  | 5                |                     | 12               | 1                |                    |                  |                  | 2                | 4                |                  | 7                    | 3                | 8                |                  |
| Turquia              | 6                | 1                | 8                | 4                |                  |                  | 7                | 2                |                  |                  | 3                |                     |                  |                  | 5                  |                  |                  |                  | 12               |                  | 10                   |                  |                  |                  |
| Moldávia             |                  |                  |                  | 7                | 3                |                  |                  |                  |                  |                  | 6                | 1                   |                  | 5                |                    | 8                | 2                |                  | 4                | 10               |                      |                  | 12               |                  |
| Albânia              |                  |                  | 4                | 5                |                  | 8                |                  |                  | 7                |                  | 3                | 6                   |                  |                  | 10                 |                  |                  | 2                | 12               |                  |                      |                  |                  | 1                |
| Chipre               | 7                | 5                | 6                | 8                | 3                |                  | 2                |                  |                  |                  |                  | 10                  |                  |                  |                    |                  |                  |                  | 12               |                  |                      | 4                | 1                |                  |
| Espanha              | 5                |                  | 7                | 12               | 3                |                  | 4                |                  |                  |                  | 6                |                     | 10               | 2                |                    | 1                |                  |                  | 8                |                  |                      |                  |                  |                  |
| Israel               | 8                |                  | 10               | 12               | 1                |                  | 4                |                  |                  |                  |                  |                     | 3                |                  |                    |                  |                  |                  | 7                |                  |                      | 2                | 6                | 5                |
| Sérvia e Montenegro  | 6                |                  |                  | 3                | 2                |                  | 5                | 8                | 1                |                  |                  |                     |                  |                  | 7                  |                  |                  | 10               | 12               |                  | 4                    |                  |                  |                  |
| Dinamarca            |                  |                  | 10               | 3                | 12               | 8                |                  |                  |                  |                  | 5                |                     |                  | 7                |                    |                  |                  |                  | 2                |                  | 4                    | 1                | 6                |                  |
| Suécia               |                  |                  | 6                | 2                | 8                |                  |                  |                  |                  |                  | 1                | 4                   | 10               |                  |                    |                  |                  |                  | 12               |                  | 7                    | 5                | 3                |                  |
| Macedónia do Norte   | 1                |                  |                  | 2                |                  | 4                | 5                | 12               |                  |                  |                  | 10                  |                  | 6                |                    |                  |                  | 8                | 7                |                  | 3                    |                  |                  |                  |
| Ucrânia              | 2                |                  | 10               |                  | 6                |                  | 12               |                  |                  |                  | 7                | 3                   |                  |                  |                    |                  |                  | 8                |                  | 4                |                      | 5                | 1                |                  |
| Alemanha             |                  |                  | 8                |                  |                  | 10               | 1                |                  |                  |                  | 5                | 3                   | 6                |                  |                    |                  |                  | 2                | 12               |                  |                      | 4                | 7                |                  |
| Croácia              | 6                |                  | 4                |                  |                  |                  | 1                | 2                |                  |                  |                  | 12                  |                  |                  | 8                  |                  |                  |                  | 5                |                  | 10                   | 3                | 7                |                  |
| Grécia               | 2                |                  | 8                | 5                | 4                |                  | 7                | 10               | 12               |                  |                  | 6                   |                  |                  |                    |                  |                  |                  |                  |                  |                      | 3                | 1                |                  |
| Rússia               | 3                |                  | 12               |                  |                  |                  | 10               |                  |                  |                  | 8                | 6                   |                  |                  |                    | 2                |                  | 1                | 4                |                  |                      | 7                | 5                |                  |
| Bósnia e Herzegovina | 1                |                  |                  | 2                | 3                | 8                | 4                | 5                |                  |                  |                  | 10                  |                  |                  | 7                  |                  |                  | 12               | 6                |                  |                      |                  |                  |                  |
| Suíça                |                  |                  | 3                |                  |                  | 6                |                  | 10               |                  | 4                | 1                | 12                  |                  |                  | 2                  |                  |                  | 8                | 7                |                  | 5                    |                  |                  |                  |
| Letónia              | 3                |                  | 5                |                  | 6                |                  | 8                |                  |                  |                  | 2                | 1                   | 4                |                  |                    |                  |                  | 7                |                  | 10               |                      | 12               |                  |                  |
| França               | 3                |                  | 7                | 5                |                  | 12               | 2                | 1                |                  | 4                | 10               | 6                   |                  |                  |                    |                  |                  |                  | 8                |                  |                      |                  |                  |                  |
| Total                | 97               | 18               | 192              | 158              | 125              | 92               | 148              | 53               | 46               | 28               | 154              | 137                 | 125              | 30               | 52                 | 30               | 4                | 115              | 230              | 57               | 79                   | 128              | 153              | 11               |
| Lugar                | 12º              | 22º              | 2º               | 3º               | 9º               | 13º              | 6º               | 16º              | 18º              | 21º              | 4º               | 7º                  | 10º              | 20º              | 17º                | 19º              | 24º              | 11º              | 1º               | 15º              | 14º                  | 8º               | 5º               | 23º              |
| Países Votantes      | Hungria          | Reino Unido      | Malta            | Roménia          | Noruega          | Turquia          | Moldávia         | Albânia          | Chipre           | Espanha          | Israel           | Sérvia e Montenegro | Dinamarca        | Suécia           | Macedónia do Norte | Ucrânia          | Alemanha         | Croácia          | Grécia           | Rússia           | Bósnia e Herzegovina | Suíça            | Letónia          | França           |
| Países Votantes      | Países Pontuados |                  |                  |                  |                  |                  |                  |                  |                  |                  |                  |                     |                  |                  |                    |                  |                  |                  |                  |                  |                      |                  |                  |                  |

| Países Votantes      | Países Pontuados | Países Pontuados | Países Pontuados | Países Pontuados | Países Pontuados | Países Pontuados | Países Pontuados | Países Pontuados | Países Pontuados | Países Pontuados | Países Pontuados | Países Pontuados    | Países Pontuados | Países Pontuados | Países Pontuados   | Países Pontuados | Países Pontuados | Países Pontuados | Países Pontuados | Países Pontuados | Países Pontuados     | Países Pontuados | Países Pontuados | Países Pontuados |
| -------------------- | ---------------- | ---------------- | ---------------- | ---------------- | ---------------- | ---------------- | ---------------- | ---------------- | ---------------- | ---------------- | ---------------- | ------------------- | ---------------- | ---------------- | ------------------ | ---------------- | ---------------- | ---------------- | ---------------- | ---------------- | -------------------- | ---------------- | ---------------- | ---------------- |
| Países Votantes      | Hungria          | Reino Unido      | Malta            | Roménia          | Noruega          | Turquia          | Moldávia         | Albânia          | Chipre           | Espanha          | Israel           | Sérvia e Montenegro | Dinamarca        | Suécia           | Macedónia do Norte | Ucrânia          | Alemanha         | Croácia          | Grécia           | Rússia           | Bósnia e Herzegovina | Suíça            | Letónia          | França           |
| Áustria              |                  |                  | 5                | 6                |                  | 7                | 2                | 3                |                  |                  | 1                | 12                  |                  |                  |                    |                  |                  | 8                | 4                |                  | 10                   |                  |                  |                  |
| Lituânia             |                  |                  | 7                | 6                | 5                | 7                | 12               | 3                |                  |                  | 4                | 12                  | 4                |                  |                    |                  |                  | 14               | 5                | 7                | 10                   | 8                | 12               |                  |
| Portugal             | 2                |                  |                  | 18               |                  |                  | 22               |                  |                  | 8                | 9                |                     | 5                |                  |                    | 7                |                  |                  | 8                |                  |                      | 12               | 18               |                  |
| Mónaco               |                  |                  | 12               | 22               |                  |                  |                  |                  |                  |                  | 21               | 18                  | 15               | 3                | 1                  |                  | 2                | 21               |                  |                  |                      | 20               |                  |                  |
| Bielorrússia         | 4                |                  | 17               | 23               | 9                |                  | 29               |                  |                  |                  | 29               | 21                  |                  |                  |                    |                  |                  |                  |                  | 19               |                      | 30               | 24               |                  |
| Países Baixos        |                  |                  |                  |                  | 14               | 10               | 30               | 15               |                  |                  | 36               | 25                  | 23               |                  |                    |                  |                  | 23               | 18               |                  | 16                   |                  |                  |                  |
| Islândia             | 10               |                  | 21               | 28               | 26               |                  | 38               |                  |                  |                  |                  |                     | 33               |                  |                    |                  |                  | 24               | 20               |                  |                      | 37               | 27               |                  |
| Bélgica              | 12               |                  | 29               | 35               | 29               | 20               | 39               |                  |                  |                  | 42               |                     | 37               |                  |                    |                  |                  |                  | 32               |                  |                      |                  | 32               |                  |
| Estónia              | 15               |                  | 33               |                  | 37               |                  | 45               |                  |                  |                  | 43               |                     | 42               |                  |                    |                  |                  | 26               |                  | 26               |                      | 49               | 42               |                  |
| Finlândia            |                  |                  | 41               |                  | 49               |                  |                  |                  |                  |                  | 48               |                     | 44               | 9                |                    |                  |                  | 27               | 35               | 33               |                      | 59               | 46               |                  |
| Andorra              | 21               |                  |                  | 42               | 51               |                  |                  |                  |                  | 20               | 56               |                     | 47               |                  |                    |                  |                  |                  | 39               |                  |                      | 60               | 56               | 5                |
| Bulgária             | 26               |                  |                  | 50               | 52               | 23               | 51               |                  | 10               |                  |                  | 29                  |                  |                  | 8                  |                  |                  | 29               | 51               |                  |                      |                  |                  |                  |
| Irlanda              |                  | 8                | 51               | 55               | 56               |                  |                  |                  |                  |                  | 62               |                     | 54               |                  |                    |                  |                  |                  | 53               |                  | 17                   | 63               | 68               |                  |
| Eslovénia            |                  |                  | 52               |                  | 60               |                  | 54               |                  |                  |                  |                  | 39                  |                  |                  | 13                 |                  |                  | 41               | 55               |                  | 25                   | 69               | 75               |                  |
| Polónia              | 36               |                  |                  | 62               | 68               |                  | 57               |                  |                  |                  |                  |                     | 59               |                  |                    | 19               |                  | 43               | 56               |                  |                      | 75               | 79               |                  |
| Hungria              |                  |                  | 57               | 72               |                  |                  | 61               |                  |                  |                  | 70               | 41                  | 65               |                  |                    |                  |                  | 50               | 68               |                  |                      | 79               | 80               |                  |
| Reino Unido          |                  |                  | 67               |                  | 73               | 25               | 62               |                  | 13               |                  | 77               |                     | 73               |                  |                    |                  |                  |                  | 80               |                  | 29                   |                  | 86               |                  |
| Malta                |                  | 12               |                  | 79               | 78               |                  | 64               |                  | 25               |                  | 85               |                     | 76               |                  |                    |                  |                  |                  | 86               |                  |                      | 80               | 96               |                  |
| Roménia              | 44               |                  | 69               |                  |                  | 28               | 76               |                  | 26               |                  | 92               | 47                  | 80               |                  |                    |                  |                  | 55               | 96               |                  |                      |                  |                  |                  |
| Noruega              |                  |                  | 79               | 85               |                  |                  |                  |                  |                  |                  | 97               |                     | 92               | 10               |                    |                  |                  | 57               | 100              |                  | 36                   | 83               | 104              |                  |
| Turquia              | 50               | 13               | 87               | 89               |                  |                  | 83               | 17               |                  |                  | 100              |                     |                  |                  | 18                 |                  |                  |                  | 112              |                  | 46                   |                  |                  |                  |
| Moldávia             |                  |                  |                  | 96               | 81               |                  |                  |                  |                  |                  | 106              | 48                  |                  | 15               |                    | 27               | 4                |                  | 116              | 46               |                      |                  | 116              |                  |
| Albânia              |                  |                  | 91               | 101              |                  | 36               |                  |                  | 33               |                  | 109              | 54                  |                  |                  | 28                 |                  |                  | 59               | 128              |                  |                      |                  |                  | 6                |
| Chipre               | 57               | 18               | 97               | 109              | 84               |                  | 85               |                  |                  |                  |                  | 64                  |                  |                  |                    |                  |                  |                  | 140              |                  |                      | 87               | 117              |                  |
| Espanha              | 62               |                  | 104              | 121              | 87               |                  | 89               |                  |                  |                  | 115              |                     | 102              | 17               |                    | 28               |                  |                  | 148              |                  |                      |                  |                  |                  |
| Israel               | 70               |                  | 114              | 133              | 88               |                  | 93               |                  |                  |                  |                  |                     | 105              |                  |                    |                  |                  |                  | 155              |                  |                      | 89               | 123              | 11               |
| Sérvia e Montenegro  | 76               |                  |                  | 136              | 90               |                  | 98               | 25               | 34               |                  |                  |                     |                  |                  | 35                 |                  |                  | 69               | 167              |                  | 50                   |                  |                  |                  |
| Dinamarca            |                  |                  | 124              | 139              | 102              | 44               |                  |                  |                  |                  | 120              |                     |                  | 24               |                    |                  |                  |                  | 169              |                  | 54                   | 90               | 129              |                  |
| Suécia               |                  |                  | 130              | 141              | 110              |                  |                  |                  |                  |                  | 121              | 68                  | 115              |                  |                    |                  |                  |                  | 181              |                  | 61                   | 95               | 132              |                  |
| Macedónia do Norte   | 77               |                  |                  | 143              |                  | 48               | 103              | 37               |                  |                  |                  | 80                  |                  | 30               |                    |                  |                  | 77               | 188              |                  | 64                   |                  |                  |                  |
| Ucrânia              | 79               |                  | 140              |                  | 116              |                  | 115              |                  |                  |                  | 128              | 83                  |                  |                  |                    |                  |                  | 85               |                  | 50               |                      | 100              | 133              |                  |
| Alemanha             |                  |                  | 148              |                  |                  | 58               | 116              |                  |                  |                  | 133              | 86                  | 121              |                  |                    |                  |                  | 87               | 200              |                  |                      | 104              | 140              |                  |
| Croácia              | 85               |                  | 152              |                  |                  |                  | 117              | 39               |                  |                  |                  | 98                  |                  |                  | 43                 |                  |                  |                  | 205              |                  | 74                   | 107              | 147              |                  |
| Grécia               | 87               |                  | 160              | 148              | 120              |                  | 124              | 49               | 46               |                  |                  | 104                 |                  |                  |                    |                  |                  |                  |                  |                  |                      | 110              | 148              |                  |
| Rússia               | 90               |                  | 172              |                  |                  |                  | 134              |                  |                  |                  | 141              | 110                 |                  |                  |                    | 30               |                  | 88               | 209              |                  |                      | 117              | 153              |                  |
| Bósnia e Herzegovina | 91               |                  |                  | 150              | 123              | 66               | 138              | 54               |                  |                  |                  | 120                 |                  |                  | 50                 |                  |                  | 100              | 215              |                  |                      |                  |                  |                  |
| Suíça                |                  |                  | 175              |                  |                  | 72               |                  | 64               |                  | 24               | 142              | 132                 |                  |                  | 52                 |                  |                  | 108              | 222              |                  | 79                   |                  |                  |                  |
| Letónia              | 94               |                  | 180              |                  | 129              |                  | 146              |                  |                  |                  | 144              | 133                 | 125              |                  |                    |                  |                  | 115              |                  | 60               |                      | 129              |                  |                  |
| França               | 97               |                  | 187              | 155              |                  | 12               | 2                | 1                |                  | 4                | 10               | 6                   |                  |                  |                    |                  |                  |                  | 8                |                  |                      |                  |                  |                  |
| Total                | 97               | 18               | 192              | 158              | 125              | 92               | 148              | 53               | 46               | 28               | 154              | 137                 | 125              | 30               | 52                 | 30               | 4                | 115              | 230              | 57               | 79                   | 128              | 153              | 11               |
| Lugar                | 12º              | 22º              | 2º               | 3º               | 9º               | 13º              | 6º               | 16º              | 18º              | 21º              | 4º               | 7º                  | 10º              | 20º              | 17º                | 19º              | 24º              | 11º              | 1º               | 15º              | 14º                  | 8º               | 5º               | 23º              |
| Países Votantes      | Hungria          | Reino Unido      | Malta            | Roménia          | Noruega          | Turquia          | Moldávia         | Albânia          | Chipre           | Espanha          | Israel           | Sérvia e Montenegro | Dinamarca        | Suécia           | Macedónia do Norte | Ucrânia          | Alemanha         | Croácia          | Grécia           | Rússia           | Bósnia e Herzegovina | Suíça            | Letónia          | França           |
| Países Votantes      | Países Pontuados |                  |                  |                  |                  |                  |                  |                  |                  |                  |                  |                     |                  |                  |                    |                  |                  |                  |                  |                  |                      |                  |                  |                  |

##### 12 pontos
Os países que receberam 12 pontos foram os seguintes:
| N. | Países Pontuados    | Países Votantes                                                                                          |
| -- | ------------------- | --- |
| 10 | Grécia              | Albânia, Alemanha, Bélgica, Bulgária, Chipre, Hungria, Reino Unido, Sérvia e Montenegro, Suécia, Turquia |
| 3  | Letónia             | Irlanda, Lituânia, Moldávia                                                                              |
| 3  | Noruega             | Dinamarca, Finlândia, Islândia                                                                           |
| 3  | Roménia             | Espanha, Israel, Portugal                                                                                |
| 3  | Sérvia e Montenegro | Áustria, Croácia, Suíça                                                                                  |
| 2  | Croácia             | Bósnia e Herzegovina, Eslovénia                                                                          |
| 2  | Chipre              | Grécia, Malta                                                                                            |
| 2  | Moldávia            | Roménia, Ucrânia                                                                                         |
| 2  | Suíça               | Estónia, Letónia                                                                                         |
| 2  | Turquia             | França, Países Baixos                                                                                    |
| 1  | Albânia             | Macedónia do Norte                                                                                       |
| 1  | Dinamarca           | Noruega                                                                                                  |
| 1  | Espanha             | Andorra                                                                                                  |
| 1  | Israel              | Mónaco                                                                                                   |
| 1  | Malta               | Rússia                                                                                                   |
| 1  | Rússia              | Bielorrússia                                                                                             |
| 1  | Ucrânia             | Polónia                                                                                                  |

## Cobertura televisiva
| País                 | Comentador(es)               |
| -------------------- | ---------------------------- |
| Albânia              |                              |
| Alemanha             | Peter Urban (ARD 1/NRD)      |
| Andorra              |                              |
| Áustria              |                              |
| Bielorrússia         |                              |
| Bélgica              |                              |
| Bulgária             |                              |
| Bósnia e Herzegovina |                              |
| Chipre               |                              |
| Croácia              |                              |
| Dinamarca            |                              |
| Eslovénia            |                              |
| Espanha              | Beatriz Pécker (TVE 1/TVE 2) |
| Estónia              |                              |
| Finlândia            |                              |
| França               |                              |
| Grécia               |                              |
| Países Baixos        |                              |
| Hungria              |                              |
| Islândia             |                              |
| Irlanda              |                              |
| Israel               |                              |
| Letónia              |                              |
| Lituânia             |                              |
| Macedónia do Norte   |                              |
| Malta                |                              |
| Moldávia             |                              |
| Mónaco               |                              |
| Noruega              |                              |
| Polónia              |                              |
| Portugal             |                              |
| Reino Unido          | Terry Wogan (BBC 1)          |
| Roménia              |                              |
| Rússia               |                              |
| Sérvia e Montenegro  |                              |
| Suécia               |                              |
| Suíça                |                              |
| Turquia              |                              |
| Ucrânia              |                              |

| País                 | Porta-Voz(es)   |
| -------------------- | --------------- |
| Albânia              |                 |
| Alemanha             |                 |
| Andorra              |                 |
| Áustria              |                 |
| Bielorrússia         |                 |
| Bélgica              |                 |
| Bulgária             |                 |
| Bósnia e Herzegovina |                 |
| Chipre               |                 |
| Croácia              |                 |
| Dinamarca            |                 |
| Eslovénia            |                 |
| Espanha              |                 |
| Estónia              |                 |
| Finlândia            |                 |
| França               |                 |
| Grécia               |                 |
| Países Baixos        |                 |
| Hungria              |                 |
| Islândia             |                 |
| Irlanda              |                 |
| Israel               |                 |
| Letónia              |                 |
| Lituânia             |                 |
| Macedónia do Norte   |                 |
| Malta                |                 |
| Moldávia             |                 |
| Mónaco               |                 |
| Noruega              |                 |
| Polónia              |                 |
| Portugal             | Isabel Angelino |
| Reino Unido          |                 |
| Roménia              |                 |
| Rússia               |                 |
| Sérvia e Montenegro  |                 |
| Suécia               |                 |
| Suíça                |                 |
| Turquia              |                 |
| Ucrânia              |                 |

## Artistas Repetentes
| País (2005) | Foto                    | Artista                   | Ano(s) Anterior(es)         | País Representado               | Canção                        | Tradução          | Pontuação | Classificação |
| ----------- | ----------------------- | ------------------------- | --------------------------- | ------------------------------- | ----------------------------- | ----------------- | --------- | ------------- |
| Islândia    |                         | Selma Björnsdóttir        | ESC 1999                    | Islândia                        | "All Out of Luck""            | Todos sem sorte   | 146       | 2º            |
| Malta       | Chiara Siracusa em 2009 | Chiara Siracusa           | ESC 1998                    | Malta                           | "The one that I love"         | Aquele que eu amo | 165       | 3º            |
| Chipre      |                         | Constantinos Christoforou | ESC 1996                    | Chipre                          | "Mono Yia Mas" (Μόνο Για Μας) | Apenas para nós   | 72        | 9º            |
| Chipre      | ESC 2002                | Constantinos Christoforou | Chipre (como parte dos One) | "Gimme"                         | Dá-me                         | 85                | 6º        |               |
| Grécia      | Helena em 2008          | Helena Paparizou          | ESC 2001                    | Grécia (como parte dos Antique) | "Die for You"                 | Morrer por ti     | 147       | 3º            |

### Notícias (oficial)
- Site oficial do Festival Eurovisão da Canção
- Site Oikotimes, notícias sobre a Eurovisão, o mais lido em Portugal
- Site EscToday, notícias sobre a eurovisão
- Site Português, notícias sobre a eurovisão Arquivado em 28 de maio de  2009, no Wayback Machine.
- Esctime, notícias sobre o tema
- Notícias do festival pelo site Eurovisionary